# Traitement d'images photographiques

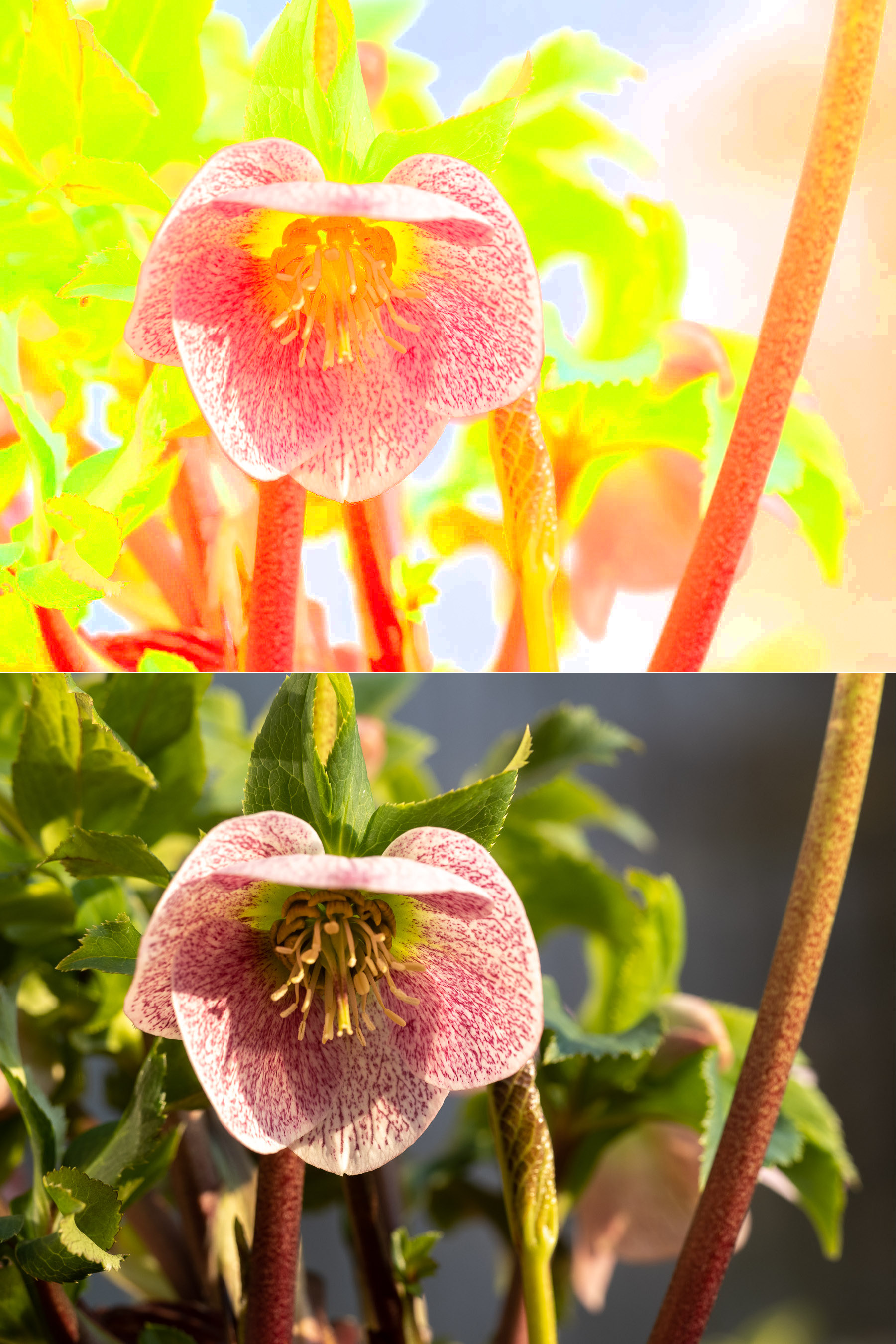
Exemple de traitement d'image photographique.

Le traitement d'images photographiques est l'ensemble des opérations que l'on peut appliquer à des photographies après la prise de vue. Cette discipline a pris une nouvelle dimension grâce à la numérisation des images photographiques. Elle permet désormais à la grande majorité des photographes amateurs ou professionnels de corriger, d'améliorer, de modifier l'image en mettant en œuvre les logiciels largement disponibles sur les ordinateurs personnels.
Le traitement d'images photographiques numériques s'est, en effet, développé à partir des années 70, à la rencontre de besoins industriels (spatial, médecine, télécommunications, ...) et des technologies du numérique.
À la fin des années 1990, le progrès technique a permis de mettre à la disposition du grand public des appareils photographiques numériques. Ceux-ci ont progressivement pris une place de plus en plus importante sur le marché de la photographie aux dépens de  la photographie argentique qui s'était développée tout au long du 20e siècle.
Au début des années 2000, la miniaturisation des composants électroniques et les progrès des réseaux de télécommunications (en particulier la mobilité) ont permis d'associer dans le même produit les fonctions du téléphone, de l'appareil photographique et de l'ordinateur personnel.
C'est ainsi que des dizaines de millions d'appareils photographiques et des centaines de millions de "smartphones" sont produits dans le monde chaque année. Des dizaines de milliards de photographies numériques ont été déposées sur Facebook en 2014.
Ces photographies numériques peuvent désormais bénéficier de traitements, autrefois mis au point pour des besoins industriels, grâce à l'usage de nombreux logiciels mis à disposition du grand public.

## Typologie des traitements d'images photographiques
La photographie argentique avait déjà permis aux photographes les plus expérimentés d'intervenir sur l'ensemble des éléments de la chaine de production de l'image. Les plus grands artistes effectuaient ainsi la prise de vue en sachant à l'avance le type de traitement qu'ils utiliseraient dans la chambre noire lors du développement de la photographie.
La photographie numérique offre désormais aux amateurs et aux professionnels la possibilité de suivre le même chemin.
Lors de la prise de vue d'une photographie, le photographe effectue les réglages "classiques" de l'appareil (choix de l'ouverture, de la vitesse d'exposition). Si l'appareil est un appareil numérique, le photographe a aussi à sa disposition le choix de la sensibilité du capteur. Dans le cas de la photographie argentique, le choix de la sensibilité passait par le choix du type de pellicule et ne pouvait que, difficilement, être modifié d'une photographie à l'autre. Une fois ces réglages effectués, le photographe effectue la composition de son image. Il s'agit de l'opération créative essentielle de la prise de vue avec celle du choix du moment où elle est déclenchée. 
La photographie numérique encourage le photographe à prendre un grand nombre de prises de vue avec des réglages différents, des choix de composition différents. Le coût marginal d'une photographie est, en effet, très faible. Le choix du meilleur réglage peut être remis à plus tard lors du traitement informatique. C'est la première étape du traitement d'images photographiques. 
Une fois ce choix effectué, les traitements disponibles peuvent être classés selon la typologie suivante: 
- recadrage de l'image
- transformation d'histogramme (noir et blanc ou couleur)
- filtrage d'images
- modification de la géométrie
- suppression de défauts locaux

Ces traitements permettent, en premier lieu, de corriger, d'améliorer l'image obtenue lors de la prise de vue. L'usage de ces traitements peut également mettre en jeu la créativité du photographe en produisant des images qu'aucun réglage n'aurait pas pu produire.

### Recadrage de l'image
Le recadrage de l'image est l'opération qui consiste à extraire de l'image d'origine une image plus petite. Ce traitement permet d'éliminer des éléments périphériques. Le traitement numérique permet de faire l'extraction avec la précision maximale. L'usager peut également choisir de préserver la format de l'image (rapport largeur-hauteur) ou, au contraire d'extraire une image au format arbitraire.